# Бутеня
Буте́ня  — річка в Україні, в межах Миронівського району Київської області. Права притока Росави (басейн Дніпра).

## Опис

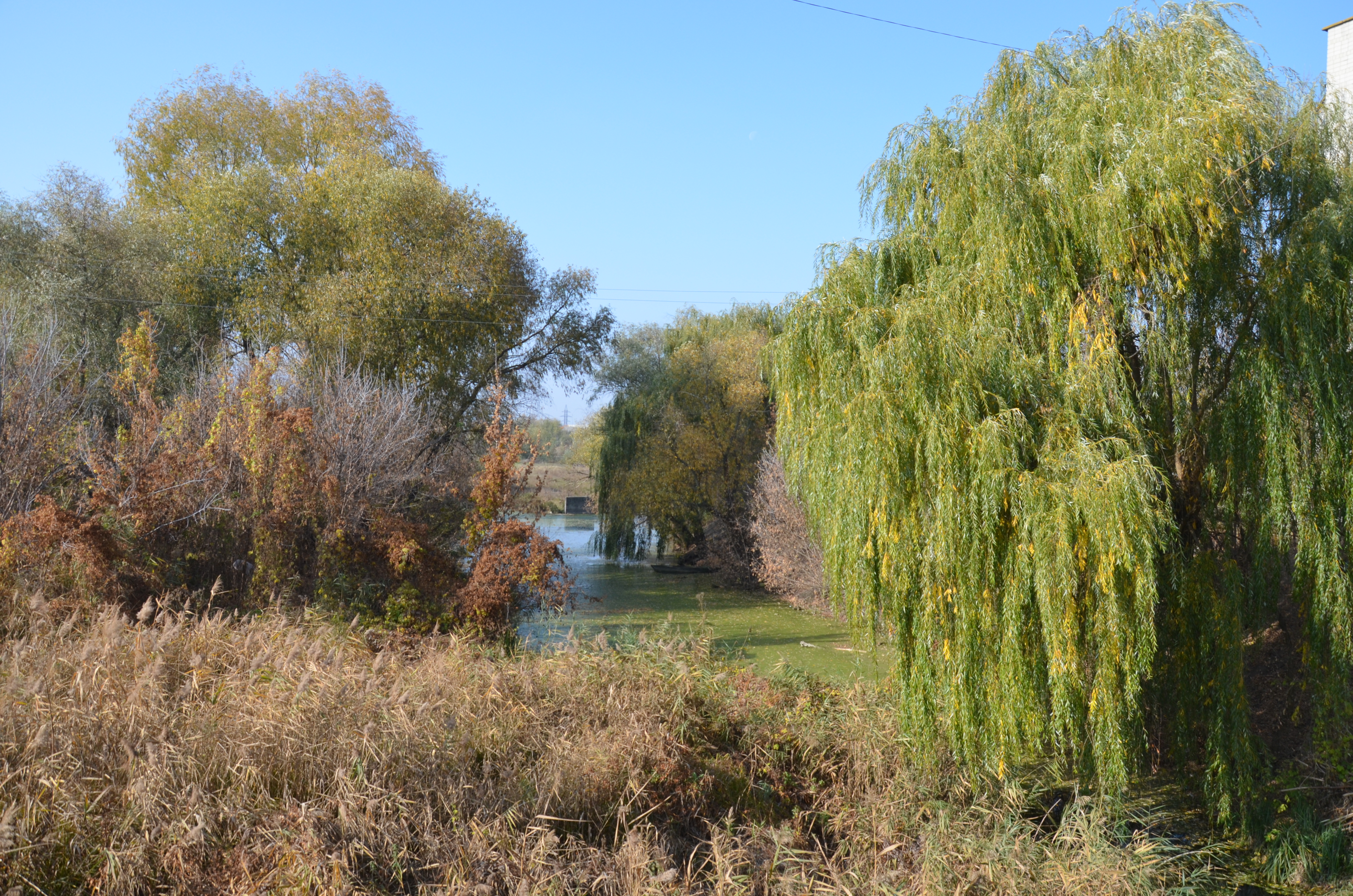
Річка Бутеня в Миронівці

Довжина річки 14 км, похил річки — 3,7 м/км. Площа басейну 71,5 км².

## Розташування
Бере початок у селі Юхни. Тече переважно на північний схід через Владиславку. Впадає до річки Росава в місті Миронівка.
Притоки: Костюченка (права).